# Thomas Henry Selby
Thomas Henry Selby (New York, 14 maggio 1820 – San Francisco, 17 giugno 1875) è stato un politico statunitense, 13° sindaco di San Francisco.